# Упорядоченная группа
Упорядоченная группа — группа, для всех элементов которой определён линейный порядок, согласованный с групповой операцией. Вообще говоря, группа может быть не коммутативной.
Теория упорядоченных групп объединяет методы теории групп и теории порядка, является разделом абстрактной алгебры и проникает в теорию одномерных динамических систем.

## Коммутативная упорядоченная группа
Далее в этом разделе группа считается аддитивной, то есть групповая операция обозначается как сложение, ноль группы обозначается символом {\displaystyle 0}.

### Определение
Пусть {\displaystyle G} — коммутативная группа и для её элементов определён линейный порядок, то есть задано отношение {\displaystyle \leqslant } (меньше или равно) со следующими свойствами:
1. Рефлексивность: {\displaystyle x\leqslant x}.
2. Транзитивность: если {\displaystyle x\leqslant y} и {\displaystyle y\leqslant z}, то {\displaystyle x\leqslant z}.
3. Антисимметричность: если {\displaystyle x\leqslant y} и {\displaystyle y\leqslant x}, то {\displaystyle x=y}.
4. Линейность: все элементы группы сравнимы между собой, то есть для любых {\displaystyle x,y} либо {\displaystyle x\leqslant y}, либо {\displaystyle y\leqslant x}.

Кроме того, потребуем, чтобы порядок был согласован с групповой операцией:
1. Если  {\displaystyle x\leqslant y}, то для любого z справедливы соотношения:

{\displaystyle x+z\leqslant y+z;\quad z+x\leqslant z+y.}
Если все пять аксиом выполнены, то группа {\displaystyle G} называется упорядоченной (или линейно упорядоченной). Если снять требование линейности (аксиома 4), то группа называется частично упорядоченной.
Упорядоченная группа является топологической группой с топологией интервального типа.

### Связанные определения
Для удобства записи вводятся дополнительные вторичные отношения:
Отношение больше или равно: {\displaystyle x\geqslant y} означает, что {\displaystyle y\leqslant x}.
Отношение больше: {\displaystyle x>y} означает, что {\displaystyle x\geqslant y} и {\displaystyle x\neq y}.
Отношение меньше: {\displaystyle x<y} означает, что {\displaystyle y>x}.
Формула с любым из этих четырёх отношений называется неравенством.
Назовём изоморфизм упорядоченных групп у-изоморфизмом, если он сохраняет порядок.
Подгруппа {\displaystyle H} упорядоченной группы {\displaystyle G} называется выпуклой, если все элементы {\displaystyle g\in G}, находящиеся между элементами {\displaystyle H,} принадлежат {\displaystyle H.} Формальная запись: если {\displaystyle h_{1},h_{2}\in H} и {\displaystyle h_{1}\leqslant g\leqslant h_{2},} то {\displaystyle g\in H.} Подгруппа из одного нуля, очевидно, выпукла и  называется тривиальной.

### Свойства
Неравенства с одинаковыми типами отношения можно складывать, например:
Если {\displaystyle a<b} и {\displaystyle c<d,} то {\displaystyle a+c<b+d}
Нетривиальная конечная группа не может быть упорядочена. Другими словами, нетривиальная упорядоченная группа всегда бесконечна.

### Архимедовость
Порядок в группе называется архимедовым, если для любых {\displaystyle a>0} и {\displaystyle b>0} найдётся такое натуральное {\displaystyle n,} что:
{\displaystyle \underbrace {a+a+\ldots +a} _{n}>b}
Теорема Гёльдера. Всякая архимедова упорядоченная группа у-изоморфна подгруппе аддитивной группы вещественных чисел (с обычным порядком); в частности, такая группа всегда коммутативна.
Следствие 1: всякий у-автоморфизм двух подгрупп аддитивной группы вещественных чисел сводится к растяжению, то есть к умножению на фиксированный коэффициент.
Следствие 2: группа у-автоморфизмов архимедовой группы изоморфна подгруппе мультипликативной группы положительных вещественных чисел.
Ещё один критерий архимедовости: упорядоченная группа является архимедовой тогда и только тогда, когда она не содержит нетривиальных выпуклых подгрупп.

### Положительные и отрицательные элементы
Элементы, бо́льшие нуля группы, называются положительными, а меньшие нуля — отрицательными. При добавлении нуля к этим двум множествам получаются соответственно множество неотрицательных и неположительных элементов. Если {\displaystyle x\geqslant 0,} то, прибавив {\displaystyle -x,}  получим, что {\displaystyle -x\leqslant 0.} Это значит, что элементы, обратные неотрицательным, неположительны, и обратно. Таким образом, всякий элемент упорядоченной группы относится к одной и только одной из трёх категорий: положительные, отрицательные, ноль.
Обозначим {\displaystyle P} множество неотрицательных элементов. Тогда {\displaystyle -P,} то есть множество элементов, противоположных элементам {\displaystyle P,} содержит все неположительные элементы. Перечислим свойства этих множеств.
(P1) {\displaystyle P} замкнуто относительно сложения.
(P2) {\displaystyle -P} имеет с {\displaystyle P} ровно один общий элемент — ноль группы: {\displaystyle P\cap (-P)=\{0\}.}
(P3) {\displaystyle (-g)+P+g\subset P} для любого {\displaystyle g\in G.}
(P4) {\displaystyle P\cup (-P)=G.}

### Конструктивное построение порядка
Один из способов определить в произвольной группе {\displaystyle G} линейный порядок — выделить в ней подмножество неотрицательных чисел P, обладающее перечисленными выше свойствами [P1—P4].
Пусть такое {\displaystyle P} выделено. Определим линейный порядок в {\displaystyle G} следующим образом:
{\displaystyle x\leqslant y}, если {\displaystyle y-x\in P} (отметим, что из свойства (P3) следует, что если {\displaystyle y-x\in P,} то и {\displaystyle -x+y\in P,} даже если группа не коммутативна).
Все приведенные выше аксиомы порядка тогда выполнены. Любая упорядоченная группа может быть построена (из неупорядоченной) с помощью описанной процедуры.

### Абсолютная величина
Определим абсолютную величину элементов группы: {\displaystyle |x|=max(x,-x).} Здесь функция {\displaystyle max} осуществляет выбор наибольшего значения.
Свойства абсолютной величины:
- {\displaystyle |x|=0} тогда и только тогда, когда {\displaystyle x=0.}
- Для всех ненулевых {\displaystyle x} и только для них {\displaystyle |x|>0.}
- Абсолютные величины противоположных чисел совпадают: {\displaystyle |x|=|-x|.}
- Неравенство треугольника: {\displaystyle |x+y|\leqslant |x|+|y|.}
- {\displaystyle |x|\leqslant y} равносильно {\displaystyle -y\leqslant x\leqslant y.}

### Примеры
- Аддитивная группа целых, рациональных или вещественных чисел с обычным порядком.
- Мультипликативная группа положительных вещественных чисел с обычным порядком.
- Рассмотрим аддитивную группу вещественных многочленов {\displaystyle a_{0}+a_{1}x+\dots +a_{n}x^{n}.} Определим в ней множество {\displaystyle P} неотрицательных элементов как множество многочленов, в указанной записи которых первый ненулевой коэффициент положителен. Тогда порождённый порядок определяет упорядоченную коммутативную группу[7].
- Определим в аддитивной группе {\displaystyle G} всех комплексных чисел множество {\displaystyle P} неотрицательных элементов следующим образом: {\displaystyle a+bi\in P,} если либо {\displaystyle a>0,} либо {\displaystyle a=0;b\geqslant 0.} Другими словами, из двух комплексных чисел больше то, у которого больше вещественная часть, а в случае совпадения — то, у которого больше мнимая часть. Тогда порождённый порядок превращает {\displaystyle G} в упорядоченную коммутативную группу с неархимедовым порядком[8]. В ней, например, {\displaystyle 0<i<1,} причём сумма любого количества {\displaystyle i} всегда меньше 1, так что мнимая единица при таком порядке выступает как бесконечно малая по отношению к единице. Описанный порядок согласован с порядком вещественных чисел и со сложением комплексных чисел, но не согласован с умножением: умножив на {\displaystyle i} неравенство {\displaystyle i>0,} мы получим ошибочное неравенство {\displaystyle -1>0}. Доказано, что согласовать обе операции, то есть сделать комплексные числа упорядоченным полем, нельзя.

## Некоммутативная группа
Для некоммутативной группы определение порядка следующее.
Частичный порядок {\displaystyle \leqslant } на группе {\displaystyle (G,\ast )} называется 
- правоинвариантным, если для любых {\displaystyle x,y,z\in G} из {\displaystyle x\leqslant y} следует {\displaystyle x\ast z\leqslant y\ast z},
- левоинвариантным, если для любых {\displaystyle x,y,z\in G} из {\displaystyle x\leqslant y} следует {\displaystyle z\ast x\leqslant z\ast y},
- двусторонне инвариантным, если он является и правоинвариантным, и левоинвариантным.

Группа называется правоупорядочиваемой или левоупорядочиваемой, если на ней можно ввести, соответственно, правоинвариантный или левоинвариантный линейный порядок. А если на группе можно ввести двусторонне инвариантный линейный порядок, то её называют двусторонне упорядочиваемой, линейно упорядочиваемой или просто упорядочиваемой. В случае абелевых групп данные понятия совпадают.
Группа правоупорядочиваема тогда и только тогда, когда она левоупорядочиваема. А именно, порядок {\displaystyle \leqslant } является правоинвариантным тогда и только тогда, когда порядок {\displaystyle \leqslant ^{\prime }}, заданный по правилу {\displaystyle x\leqslant ^{\prime }y\Longleftrightarrow y^{-1}\leqslant x^{-1}}, является левоинвариантным. Таким образом, для установления общих свойств упорядоченных групп достаточно рассматривать только правоинвариантные порядки. При этом существуют группы, являющиеся правоупорядочиваемыми, но не двусторонне упорядочиваемыми. Например, группы кос.
Также в литературе рассматривают различные ослабления вышеуказанных свойств. Например, ослабление требования линейности порядка приводит к понятию частично упорядоченной группы.